# Agave wallisii
Agave wallisii är en sparrisväxtart som beskrevs av Georg Albano von Jacobi. Agave wallisii ingår i släktet Agave och familjen sparrisväxter.
Artens utbredningsområde är Colombia. Inga underarter finns listade i Catalogue of Life.